# 罗湖外语学校
罗湖外语学校（英語：Luohu Foreign Language School）是一所公办民助、部分学生寄宿的全日制完全中学，位于中國廣東省深圳市罗湖区莲塘街道，简称“罗外”、“LFLS”，建校於1999年4月24日。学校以北为深圳著名自然生态景点——梧桐山和仙湖植物园。

## 特色
罗湖外语学校以“国际理解教育”为特色，在建校后五年内便获得省一级学校的称号，成为深圳市中少数的省重点中学。校内“荷洁”文学社创办于2003年，以诗教为特色，出版“两报一刊”（《荷洁文学报》、《荷洁诗报》和《荷韵》）。

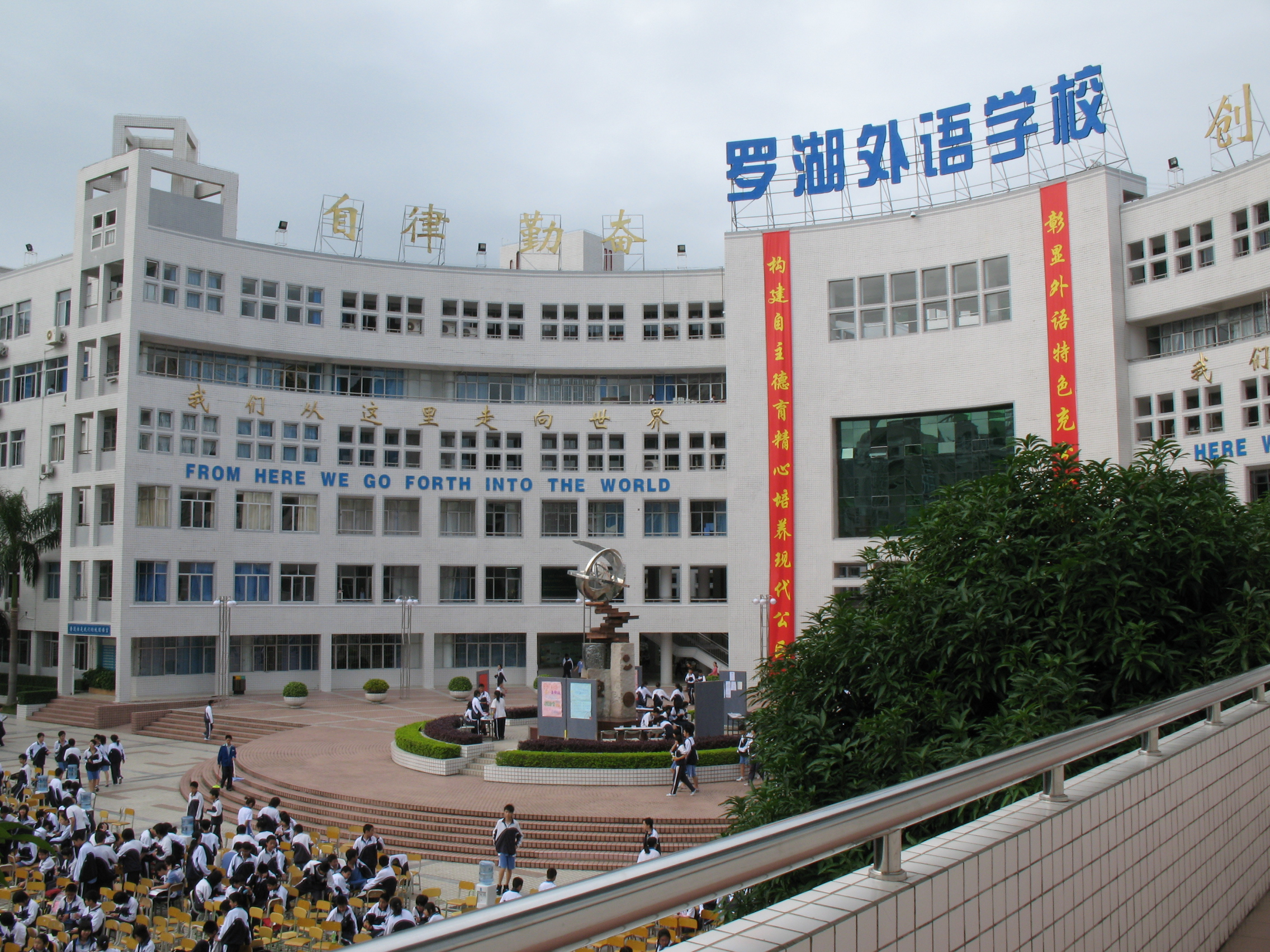
本部教學樓局部

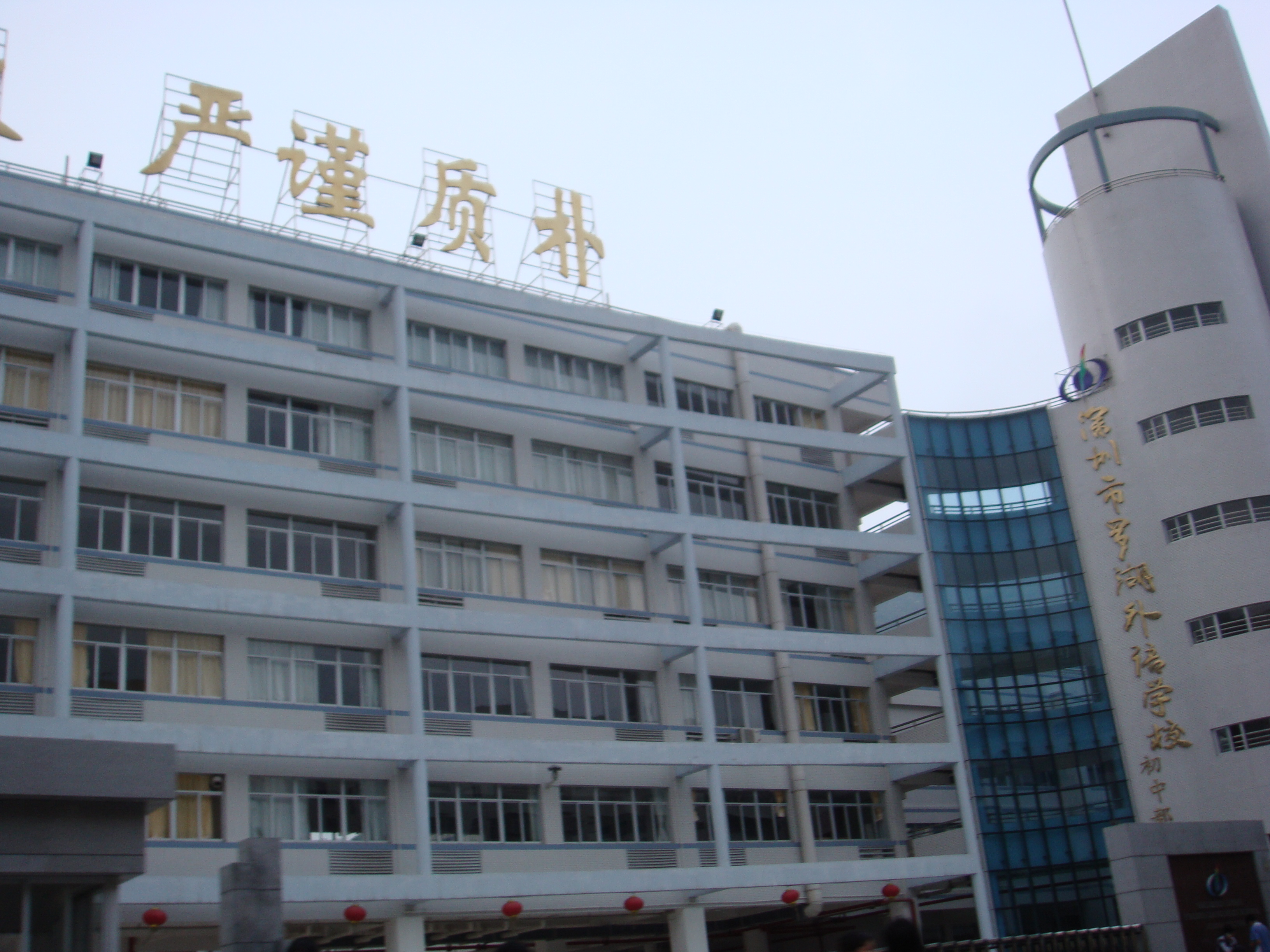
初中部教學樓局部

## 簡史
- 1999年4月24日，羅湖區人民政府下發文件決定：在深圳理工學校原址創建羅湖外語學校。
- 2000年5月，羅湖區人民政府下文：把羅湖外語學校定格爲區級重點學校。
- 2002年5月，被評為羅湖區一級學校。
- 2003年4月，被評為深圳市一級學校。
- 2004年4月，被評爲廣東省一級學校。
- 2007年9月，蓮塘中學校區作爲初中部投入使用，初中教學多從本部遷往初中部進行。
- 2021年10月，初中部東校區建成並投入使用。

## 校區
羅湖外語學校現有三個校區使用中，另有新校區建設中。
- 本部：高中部，位于仙湖路。
- 蓮塘中學校區：初中部，位于國威路。
- 初中部東校區：位於羅沙路，建於2021年，初一校區。
- 新校區：位於國威路盡頭，預計於2025年9月投入使用。

## 事件
羅湖外語學校建校至今曾發生了五桩重大事件。

### 正面事件

#### 詹育生事件
2007年11月5日清晨，該校高一學生詹育生在羅湖區筍崗路筍崗橋下將被搶劫歹徒砍成重傷的梁筱桂送到了最近的醫院搶救，並撥打了110報警和通知了梁筱桂的家人。他在接受完警方訊問後便離去返校上課，一周後被梁筱桂找到。

#### 羅煒、周天成事件
2011年1月1日中午，該校高三學生罗煒和周天成羅湖區蓮塘街道國威路与聚寳路交匯處將跌倒後滿嘴是血爬不起来的78嵗老人黃玉珍扶起並打車送去醫院治療，之後又送老人回家。兩人在三天後被老人的家人找到。

### 负面事件

#### 「陽光屋」跳樓事件
2007年1月22日，該校初二一張姓男生因被同學和老師懷疑偷了手機，心理難以承受，後從學校5樓的「陽光屋」（心理諮詢室）窗口跳下致殘。經法院一審，作出學校承擔20%的民事賠償責任，賠償該名同學損失26.4748萬元的判決，家長提出了上訴。據悉，該名同學是因為在心理輔導室遭到了當時由時任學生處主任齊家輝所領導的「六人教育小組」的「盤問」，才導致其心理崩潰，繼而跳樓的。此事在深圳的中學生間廣為流傳。

#### 家長代表代收補課費事件
2009年11月15日，幾位高三學生的家長反映，老師宣佈要收取補課費，交款方式卻是將錢打進一名家長代表的建設銀行帳戶上。《南方都市報》記者後來採訪了該校高三年級的董級長，董級長表示曾在家長會召開之前組織了一次座談會，討論是否要收取補課費和以何種方式收取，但所有提議皆被否決。家長所反映的是個別班級的做法，將召集班主任老師查詢到該班級，若有家長將錢打入帳戶，學校會要求該家長代表將錢退還。

#### 搜查手机事件
2018年3月30日，“应家长要求”，罗湖外国语学校高一家委会组织若干学生家长，对学生进行突击搜查：在学生上课时间，家委会携带金属探测器进入学生宿舍、教室搜查手机，在诸如垃圾桶、吉他音孔、花坛土壤中搜查出数十部手机。不仅如此，部分学生的MP3、充电宝、耳机均遭到破坏，十余对情侣被处分。

## 歷任校長
- 第一任（1999-2006）：陳漢剛
- 第二任（2006-2013）：袁良平
- 第三任（2013至今）：宁革

## 校園活動
- 校园十大歌手比赛
- 校园体育节
- Live House活动（每年元旦前，由班级、社团为单位自愿报名参加，会进行评优）

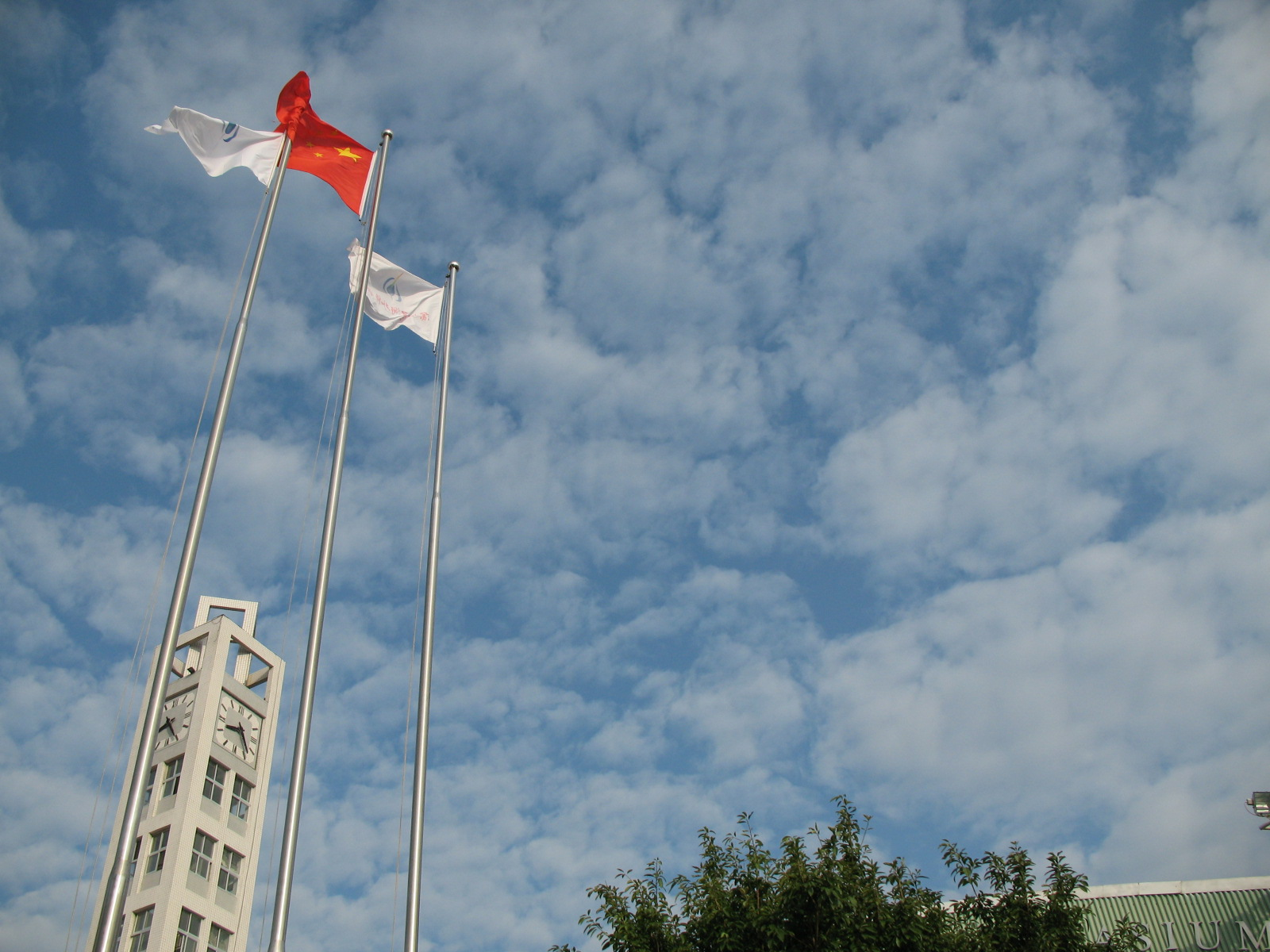
中華人民共和國國旗與羅湖外語學校校旗飄揚
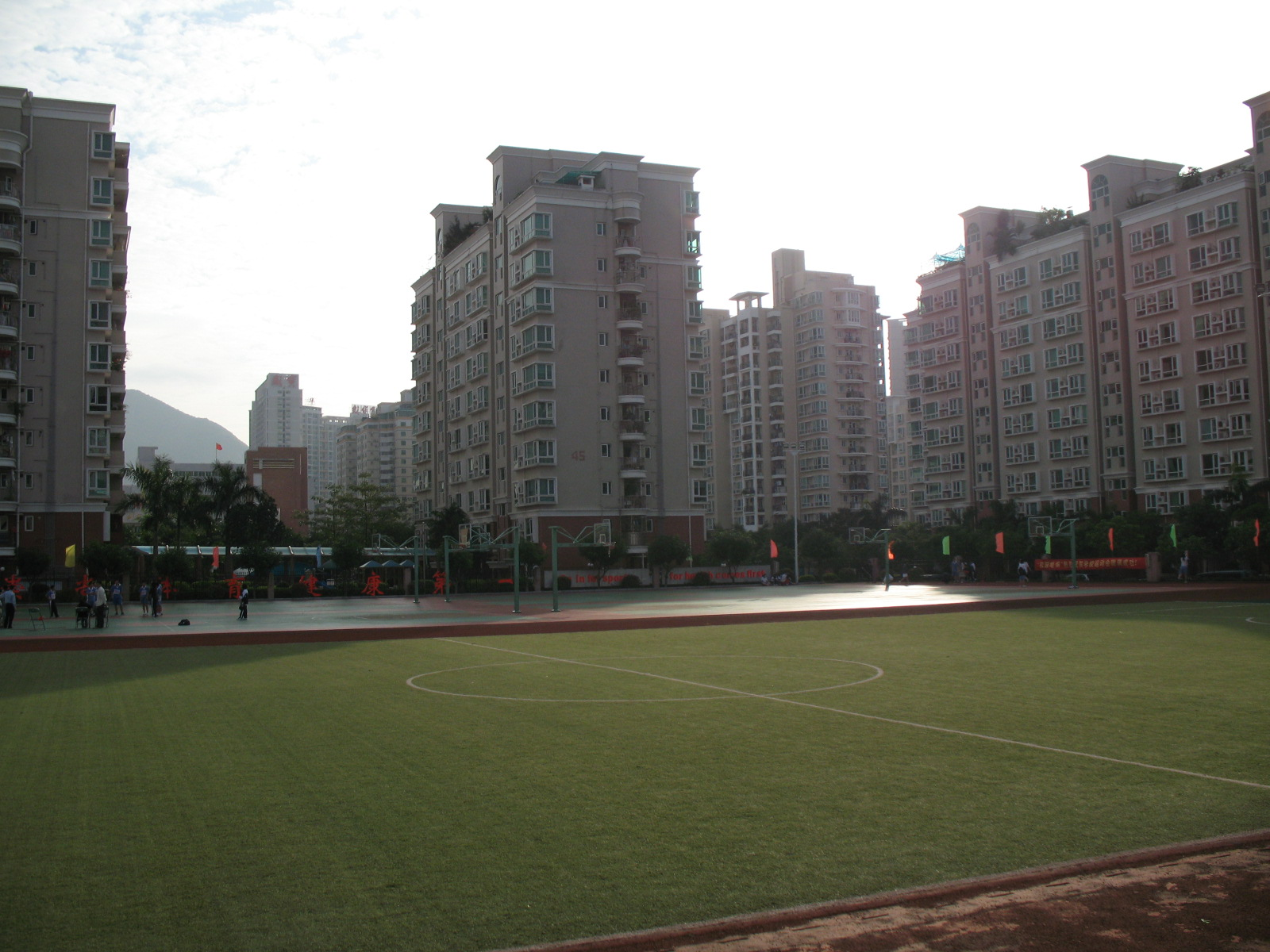
足球場與籃球場
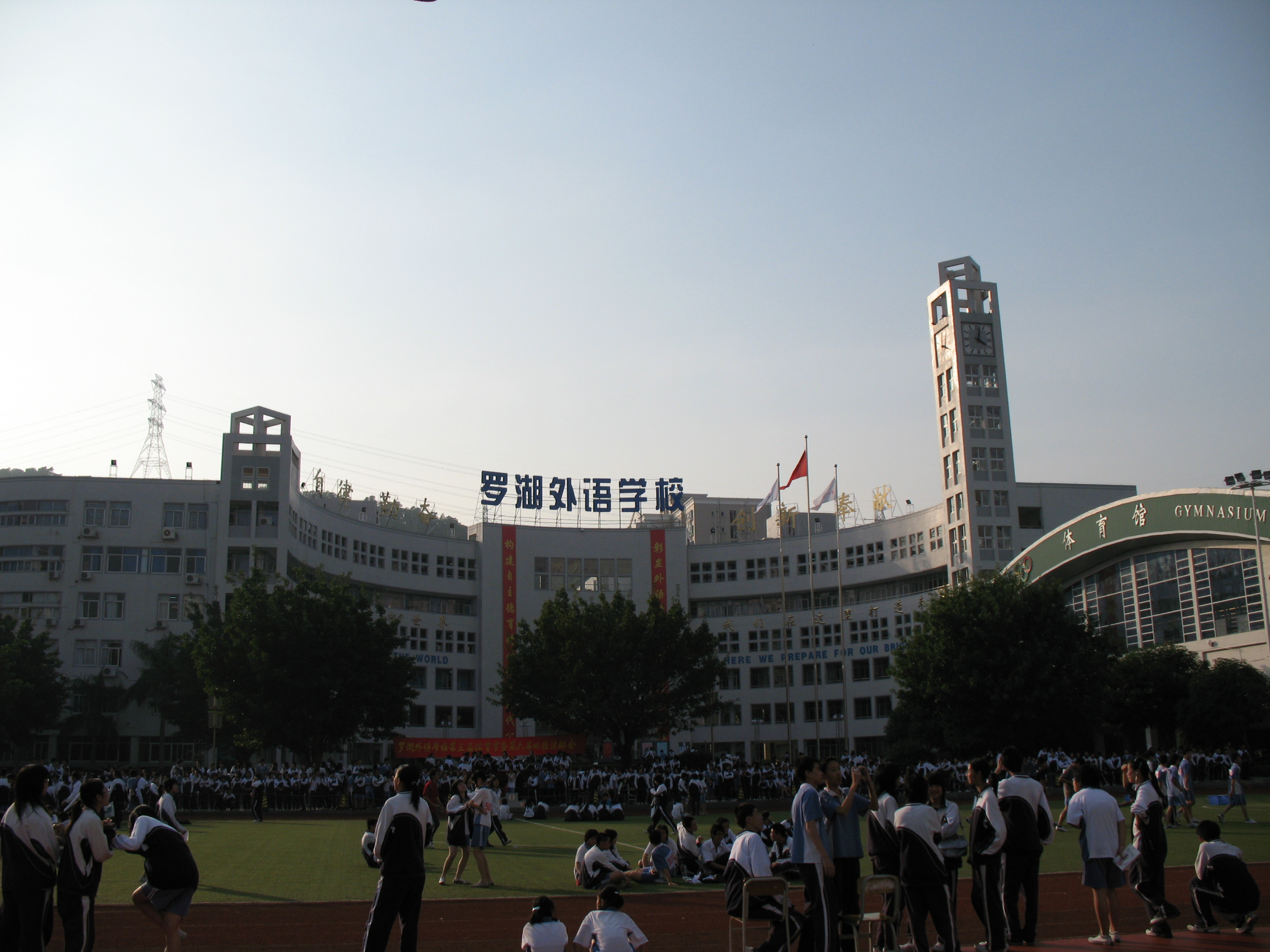
一年一度的運動會

## 註解
1. ↑  . 羅湖家園網. 2009-02-17  [9-2-2011]. （原始内容存档于2014-01-06） （简体中文）.
2. ↑  . 南都網. 06-01-2011  [9-2-2011]. （原始内容存档于2011-01-09） （简体中文）.
3. ↑  . 天涯社區「天涯雜談」. 11-3-2008  [2009-02-21] （简体中文）. []
4. ↑  . 《南方都市報》AⅡ27「深圳讀本+南都知道」. 2009-11-18  [2009-11-21] （简体中文）.[永久]
5. ↑  . 深圳卫视. 2018-03-31  [2018-03-31]. （原始内容存档于2019-07-23） （简体中文）.

## 相关学校
- 对口扶贫的学校：贵州省独山县民族中学
- 结对学校：深圳市罗湖区松泉中学